# Cityline
Cityline is de formule waaronder Connexxion Taxi Services (CTS) in samenwerking met de gemeente twee lijnen van het stadsvervoer in Assen uitvoert. 
De Cityline werd geïntroduceerd op 13 december 2015 door de gemeente Assen en taxibedrijf VervoersManagement Noord-Nederland (VMNN) na het opheffen van de stadslijnen 2, 3 en 5 door het OV-bureau Groningen-Drenthe. Deze lijnen werden uitgevoerd door VMNN. Op 8 april 2018 werd de concessie opnieuw verdeeld en werd de Cityline voortaan gereden door CTS. Dit bedrijf rijdt met Tribus Civitas bussen met een lage instap en 8 zitplaatsen. De bussen hebben een eigen kleurstelling en afwijkende bushalteborden. Reizigers kunnen deze haltes gebruiken of ergens op de route in- of uitstappen. De OV-chipkaart is niet geldig op deze lijnen.
Per 1 augustus 2022 bestaat de Cityline uit twee lijnen:
| Nr. | Route                                                      |
| --- | ---------------------------------------------------------- |
| 7   | Marsdijk - Peelo - Noorderpark - Station - WZA - Vredeveld |
| 8   | Baggelhuizen - Station - Centrum - De Lariks - Pittelo     |